# 半伯拉纠主义
半伯拉纠主义（英語：Semipelagianism）是基督教神学和救赎论中有关拯救思想的一个流派。最初是为了妥协伯拉纠主义和奧古斯丁主義。

## 簡介
伯拉纠主义说，人可以透過自己的努力，拯救自己，因此伯拉纠主义被视为异端。
奧古斯丁主義称，人因為原罪已經全然敗壞，只有靠著神的恩典，才能得救，即神恩獨作論。
半伯拉纠主义认为是神人合作，信心的增长是上帝的功劳，虽然最初的信心是基于自由意志，而恩典只是在后来伴随。
半伯拉纠主义在公元529年的奥朗日会议（Second Council of Orange）上被天主教會定为异端。